# 果壳网
果壳网是中国大陆的一家泛科技兴趣社区网站，致力于向公众倡导科技理念，提供负责任、有智趣的科学普及类内容。果壳网在2010年由姬十三创立，与其之前创办的非盈利组织科学松鼠会在运营上完全独立。果壳网现有科学人、小组、问答、MOOC学院等板块，由专业科技团队负责编辑，网站主编为拇姬。果壳传媒另有“果壳阅读”这一阅读品牌，负责科普类图书的编辑。

## 词源
哈姆雷特曾言“即使我身处果壳之中，仍自以为是无限宇宙之王”，霍金以此为题著书《果壳中的宇宙》，暗示自己身处轮椅之上的那些时光。姬十三是在一次洗澡中想到了这个典故，并决定用果壳来命名这个网站：网络是我们的果壳，然而这里所谈论的，大至宇宙小至原子，没有什么能束缚我们的好奇。

## 网站构成
- 科学人：由果壳编辑负责的网站频道。谣言粉碎机、死理性派、性情等十六个主题站负责发布与社会热点和公众生活相关的科技文章，用户可以依据兴趣来关注以便更精准地阅读。
- 问答：果壳的社区产品。偏重于解除科技方面的困惑，也提倡以科学的视角来解读生活。
- 小组：果壳的社区产品。网友之间交流讨论兴趣话题与互相分享科技新知的地方，2018年8月下线。
- MOOC学院：在线课程学习社区。收录各MOOC站点的课程链接和简介（部分由网友自愿提供中文翻译），并供网友分享MOOC课程笔记或心得，以及交流和讨论相关问题。另有“观察”栏目，不定期发布和MOOC学习相关的博客文章，2018年8月下线。

## 团队
- 姬十三：果壳网创始人及CEO。神经生物学博士，科学松鼠会创始人。
- 拇姬：果壳网主编。作家，原《新京报》新知周刊统筹编辑。

## 与科学松鼠会的关系
科学松鼠会是民政注册非营利机构哈赛中心旗下的一个公益科学传播项目。与哈赛中心旗下的未来光锥（原名果壳时间）、科学支教和科学互助等项目平行。果壳网与之最大的区别是果壳网为商业化媒体。

## 历史
- 2010年11月，果壳网由果壳传媒推出[4]
- 2011年3月，启动“果壳达人”计划[5]
- 2011年9月18日，举行第一次“万有青年烩”活动[6]
- 2012年2月，果壳问答全面改版[7]
- 2012年4月，与浙江省科技馆联合举办首次菠萝科学奖[8]
- 2013年1月，推出MOOC学院
- 2013年3月，获得B轮融资
- 2014年12月，获得C轮融资2000万美元
- 2015年3月，推出“在行”，用户可以通过在行付费约见不同领域的行家，进行一对一见面约谈
- 2016年5月，在行推出在线语音问答产品“分答”
- 2017年4月，推出微信社群工具产品“饭团”
- 2018年8月，“小组”功能和MOOC学院下线，迁移至微信公众号“饭团”
- 2018年12月，十五言下线